# Орелька (Днепропетровская область)
Оре́лька (укр. Орілька) — село,
Керносовский сельский совет,
Новомосковский район,
Днепропетровская область,
Украина.
Код КОАТУУ — 1223283003. Население по переписи 2001 года составляло 325 человек.

## Географическое положение
Село Орелька находится на левом берегу реки Орель (или на правом берегу канала Днепр — Донбасс),
выше по течению на расстоянии в 4,5 км расположено село Шандровка (Юрьевский район),
ниже по течению на расстоянии в 0,5 км расположено село Анновка.
Рядом проходит автомобильная дорога Т-0412.

## История
- В 1946 г. хутор Татарбранка переименован в Орельку[2].